# Grand Prix automobile d'Espagne 1973
Résultats du Grand Prix d'Espagne 1973, couru sur le circuit de Montjuïc le 29 avril 1973.

## Classement
| Pos  | N° | Pilote               | Écurie            | Tours | Temps/Abandon     | Grille | Points |
| ---- | -- | -------------------- | ----------------- | ----- | ----------------- | ------ | ------ |
| 1    | 1  | Emerson Fittipaldi   | Lotus-Ford        | 75    | 1 h 48 min 19 s 3 | 7      | 9      |
| 2    | 4  | François Cevert      | Tyrrell-Ford      | 75    | +42 s 7           | 3      | 6      |
| 3    | 20 | George Follmer       | Shadow-Ford       | 75    | + 1 min 13 s 1    | 14     | 4      |
| 4    | 6  | Peter Revson         | McLaren-Ford      | 74    | +1 tour           | 5      | 3      |
| 5    | 15 | Jean-Pierre Beltoise | BRM               | 74    | +1 tour           | 10     | 2      |
| 6    | 5  | Denny Hulme          | McLaren-Ford      | 74    | +1 tour           | 2      | 1      |
| 7    | 12 | Mike Beuttler        | March-Ford        | 74    | +1 tour           | 19     |        |
| 8    | 11 | Henri Pescarolo      | March-Ford        | 73    | +2 tours          | 18     |        |
| 9    | 14 | Clay Regazzoni       | BRM               | 69    | +6 tours          | 8      |        |
| 10   | 17 | Wilson Fittipaldi    | Brabham-Ford      | 69    | +6 tours          | 12     |        |
| 11   | 24 | Nanni Galli          | Iso Marlboro-Ford | 69    | +6 tours          | 20     |        |
| 12   | 7  | Jacky Ickx           | Ferrari           | 69    | +6 tours          | 6      |        |
| Abd. | 18 | Carlos Reutemann     | Brabham-Ford      | 66    | Transmission      | 15     |        |
| Abd. | 23 | Howden Ganley        | Iso Marlboro-Ford | 63    | Panne d'essence   | 21     |        |
| Abd. | 2  | Ronnie Peterson      | Lotus-Ford        | 56    | Boîte de vitesses | 1      |        |
| Abd. | 3  | Jackie Stewart       | Tyrrell-Ford      | 47    | Freins            | 4      |        |
| Abd. | 16 | Niki Lauda           | BRM               | 28    | Pneumatique       | 11     |        |
| Abd. | 25 | Graham Hill          | Shadow-Ford       | 27    | Freins            | 22     |        |
| Abd. | 9  | Mike Hailwood        | Surtees-Ford      | 25    | Fuite d'huile     | 9      |        |
| Abd. | 19 | Jackie Oliver        | Shadow-Ford       | 23    | Moteur            | 13     |        |
| Abd. | 21 | Andrea de Adamich    | Brabham-Ford      | 17    | Perte d'une roue  | 17     |        |
| Abd. | 10 | Carlos Pace          | Surtees-Ford      | 13    | Transmission      | 16     |        |

- Légende : Abd.=Abandon

## Pole position et record du tour
- Pole position : Ronnie Peterson en 1 min 21 s 8 (vitesse moyenne : 166,841 km/h).
- Tour le plus rapide : Ronnie Peterson en 1 min 23 s 8 au 13e tour (vitesse moyenne : 162,859 km/h).

## Tours en tête
- Ronnie Peterson : 56 (1-56)
- Emerson Fittipaldi : 19 (57-75)

## À noter
- 9e victoire pour Emerson Fittipaldi.
- 50e victoire pour Lotus en tant que constructeur.
- 55e victoire pour Ford Cosworth en tant que motoriste.